# Francesc Cairat i Freixes
Francesc Cairat i Freixes   (Sant Julià de Lòria, 3 d'abril de 1880 - Sant Julià de Lòria, 19 de desembre de 1968) és un antic Síndic General d'Andorra que va exercir el càrrec de l'any 1937 a l'any 1960, i és el Síndic General que més temps ha sigut al càrrec.
Com a síndic va viure la Guerra Civil Espanyola així com l'esclafit de la Segona Guerra Mundial. Durant el començament del seu mandat Andorra es va omplir de refugiats de guerra espanyols. Cairat va tractar parcialment amb les autoritats franquistes. Durant la Segona Guerra Mundial, va haver d'anar al fronterer Pas de la Casa a dir al contingent militar alemany que més enllà d'allí no podien passar, ja que Andorra era territori neutral. El novembre de 1942, el Consell General de les Valls, encapçalat per Cairat, va emetre un edicte demanant als andorrans que no feren cap activitat que poguera comprometre la neutralitat del país. Cairat va tractar de mantenir la neutralitat en els conflictes malgrat la difícil situació jurídica d'Andorra aleshores.

## Distincions honorífiques
El síndic Cairat va rebre diverses distincions honorífiques al llarg de la seva trajectòria.
- Gran Creu de l'Orde del Mèrit Civil, Espanya.
- Cavaller de l'Orde de Sant Gregori el Gran, Santa Seu.